# Гало (Л’Аквила)
Гало (итал. Gallo) је насеље у Италији у округу Л'Аквила, региону Абруцо.
Према процени из 2011. у насељу је живело 110 становника. Насеље се налази на надморској висини од 853 м.